# Дальний переулок
Да́льний переу́лок (до 1922 года — Новослобо́дский переу́лок, до 17 декабря 1925 года — Большако́в переу́лок) — переулок в Южном административном округе города Москвы на территории Донского района.

## История
Переулок получил современное название, предположительно, по расположению относительно Донских проездов, прилегающих к Донскому монастырю (переулок находится как бы на его задах). До 17 декабря 1925 года назывался Большако́в переу́лок по фамилии домовладельца, до 1922 года — Новослобо́дский переу́лок, вероятно, по новой слободке монастырских слуг (старая слободка располагалась на месте современных Михайловских проездов). Название Дальний переулок также носил переулок в той же местности, упразднённый 27 августа 1968 года.

## Расположение
Дальний переулок проходит от улицы Шаболовки на запад, поворачивает на север и проходит до 1-го Донского проезда. Нумерация домов начинается от улицы Шаболовки.

## Примечательные здания и сооружения
По чётной стороне:
- д. 2, к. 1 — Мосэкомониторинг;
- д. 4 — жилой дом (XIX век).

## Транспорт

### Наземный транспорт
По Дальнему переулку не проходят маршруты наземного общественного транспорта. Восточнее переулка, на улице Шаболовке, расположена остановка «Улица Лестева» трамваев 14, 26, 47.

### Метро
- Станция метро «Шаболовская» Калужско-Рижской линии — северо-западнее переулка, на улице Шаболовке.